# Épice gériatrique
Pour les articles homonymes, voir Épice.
 (août 2020).
Si vous disposez d'ouvrages ou d'articles de référence ou si vous connaissez des sites web de qualité traitant du thème abordé ici, merci de compléter l'article en donnant les références utiles à sa vérifiabilité et en les liant à la section « Notes et références ».
L’Épice ou le Mélange (« the Spice » ou « Melange » en version originale) est une substance de fiction à vertu gériatrique présente dans la série de romans de science-fiction de l'univers de Dune créé par l'écrivain américain Frank Herbert.
Produite sur la planète désertique Arrakis (Dune) par les vers des sables géants, dont elle est une sécrétion, l’Épice est pour les humains une sorte de drogue qui prolonge la vie, renforce les défenses immunitaires et permet d'éveiller la conscience des navigateurs de la Guilde spatiale en améliorant leur facultés de prescience (vision de l'avenir), sans laquelle toute navigation interstellaire longue distance est impossible. Chez les Fremen et les Révérendes Mères de l'Ordre du Bene Gesserit, l’Épice (et ses dérivés) est également utilisée pour procurer certains effets spécifiques. 
Étant donné que l’Épice n'existe que sur Arrakis, qu'elle n'est pas synthétisable (du moins dans les premiers romans d'Herbert), et qu'elle n'est récoltée qu'en faible quantité, elle représente une ressource rare et chère, convoitée par toutes les forces importantes de l'Imperium.

## Cycle de l’Épice
« Mélange (Me'-lange ou ma'lanj) nom commun masculin d'origine incertaine (présumé dériver de l'ancien langage franzh terrien : a) composition à base d'épices - b) épice propre à Arrakis (Dune) et dont les propriétés gériatriques furent relevées par Yanshuph Ashkoko, chimiste royal, sous le règne de Shakkad de Sage. Mélange arrakeen : n'existe que dans le désert profond de la planète Arrakis. Lié aux visions prophétiques de Paul Muad'Dib (Atréides), premier Mahdi des Fremen. Employé également par les Navigateurs de la Guilde spatiale et les Sœurs du Bene Gesserit.
– Dictionnaire Royal, 3e édition 
»
Épigraphe du chapitre 4 du roman Les Enfants de Dune de Frank Herbert.
Le cycle de création de l’Épice est un phénomène complexe, dont tous les aspects n'ont pas été entièrement révélés par Frank Herbert.

### Création
À l’origine, l’existence de l’Épice est le fruit de la combinaison de deux éléments se trouvant sur la planète Arrakis (nommée « Dune » par les Fremen) : l’eau et les vers géants des sables (nommés « Shai-Hulud » par les Fremen).
Les vers des sables, ne pouvant vivre en présence d'eau — car celle-ci leur occasionne une grande douleur —, disposent d’une sorte d’« arme biologique » pour lutter contre elle : les truites des sables, des vecteurs issus de leur propre espèce.
Ces petites créatures unicellulaires (de la taille d'un petit poisson), sans intellect, sont très communes sur cette planète, et vivent en abondance dans le désert d’Arrakis. Les truites des sables sont irrésistiblement attirées par l’eau. Dès qu’une poche d’eau apparaît dans le désert, une énorme quantité de truites vient s’agglomérer autour, l'absorbant et formant des poches hermétiques d’où l’eau ne peut s’échapper (Herbert dit qu'elles « enkystent » l'eau).
Dans la poche d'eau se produit alors une réaction chimique entre l’eau et les déjections des truites, qui produit finalement le Mélange. À terme, la poche d’Épice en formation devient composée uniquement de dioxyde de carbone et d’Épice. La bulle monte alors lentement à la surface, grâce au dioxyde de carbone. Une fois à la surface, la poche d’Épice explose violemment en dispersant les truites (qui meurent dans le processus) et répand l’Épice tout autour dans le sable environnant, alimentant ainsi le plancton des sables (la nourriture des vers géants). Les truites survivantes vont grandir au fil des siècles (voire des millénaires) pour devenir des vers de sables. Les vers géants dispersent ensuite l’Épice alentour, la remuant lors de leurs fréquents passages dans le désert, notamment quand ils sont attirés par les vibrations d'une masse d’Épice qui vient d'exploser. Lorsqu'un ver meurt, son corps donne naissance à de nouvelles truites, recommençant ainsi le cycle.
Ce mécanisme cyclique est indispensable dans l’écosystème de la planète.

### Récolte et exploitation
Avant la période de l’Imperium (dans les romans Avant Dune et suivants, qui sont postérieurs à l’œuvre originale de Frank Herbert), les tribus Zensunni d’Arrakis (les ancêtres des Fremen) récoltaient l'Épice pour leur usage et la troquaient avec les quelques villes de la planète. Quand Tuk Keedair, un marchand d’esclaves tleilaxu qui espérait faire une rafle dans le nord, se reporta sur le vol d’Épice du fait de la difficulté de ses activités, il la consomma jusqu'à en attaquer son stock. Il prit ensuite une cargaison réduite d’Épice pour la tester sur les peuples « Hors-Monde » (en dehors de la planète). Devant le succès de cette transaction, il s’allia à Aurélius Vemport, un négociant en drogues et décoctions, pour optimiser le commerce de l’Épice.   
Lors de la période de l’Impérium (dans les romans d'Herbert), la récolte de l’Épice produite par les truites des sables est effectuée grâce à des moissonneuses, de gigantesques usines mobiles qui parcourent le désert. Les moissonneuses, tractées par d’immenses ailes volantes (des ailes porteuses ou « portants »), sont posées dans le désert quand une masse d’Épice est découverte, puis se dépêchent de la récolter avant d'être récupérées par les portants.
La récolte de l’Épice est en effet une activité très dangereuse car cette substance, à cause de son origine, ne peut se trouver que dans le désert d’Arrakis, territoire des vers géants. Ces mastodontes, dotés de facultés auditives exceptionnelles, peuvent capter d'infimes vibrations à des kilomètres à la ronde. Par conséquent, une moissonneuse en train d’exploiter un gisement d’épice sera toujours repérée, par un ou plusieurs vers des sables, qui deviendront fous furieux et n’auront de cesse que de détruire l’intrus. C’est pour cette raison que les moissonneuses sont toujours couplées à une aile porteuse, et escortées par deux ou trois ornithoptères, des appareils volants chargés de surveiller l’arrivée du ver géant (il est repérable par le dôme de sable qui se forme lors de son passage dans le désert, que les habitants de Dune appellent le « signe du ver »). Les ornithoptères servent également à découvrir les gisements d’Épice prometteurs, leurs capteurs sondant le sable pour évaluer la récolte.
Lors de la récolte, la moissonneuse récupère le sable de surface gorgé d’Épice, puis sépare les deux éléments avec ses centrifugeuses intégrées, éliminant le sable qu'elle rejette au dehors pour ne conserver que l’Épice. Celle-ci est ensuite raffinée pour en faire un produit consommable, nommé généralement le « Mélange ». Herbert ne décrit pas le processus de raffinage.
Herbert parle de l’Épice comme ayant une forte odeur de cannelle, mais ne précise pas vraiment sa couleur (dans les premiers romans) ou sa forme véritable (on suppose que c'est une sorte de poudre ou un aggloméré, d’où le terme « Mélange », qui n'est pas non plus explicité). Dans Les Hérétiques de Dune, il décrit des monceaux d’Épice stockés dans d’énormes bacs (le « magot » de l'empereur dieu Leto II, découvert au Sietch Tabr par la Révérende Mère Darwi Odrade), comme ayant une couleur bleutée, légèrement phosphorescente.
Après la récolte et sa transformation, le Mélange est distribué par l'intermédiaire du CHOM, le Combinat (ou Compagnie) des Honnêtes Ober Marchands, un vaste réseau commercial présent dans tout l'Imperium. Le CHOM est composé de plusieurs directorats (directoires), dirigés par l’empereur (à la majorité des voix) et par les grandes Maisons de l'Imperium (le Landsraad), qui utilisent cette manne pour se financer. La Guilde spatiale et le Bene Gesserit participent aussi au conseil, mais n'ont pas de droits de vote.

## Consommation, effets physiologiques et secondaires

### Effets physiologiques
Comme toute drogue ou médicament, l’Épice offre divers effets.
- Parmi ses effets les plus notoires, on peut noter ses capacités gériatriques (durée de vie prolongée avec une consommation régulière)[e],[5], et une immunité à certaines maladies et poisons mineurs[f].
- L’Épice possède également des vertus stimulantes (accroissement de la conscience) et, chez certains individus, permet une amélioration des facultés de prescience (vision de l'avenir), tels les navigateurs de la Guilde spatiale mais aussi certains membres de la Maison Atréides[g] et, bien sûr, les Révérendes Mères de l'Ordre du Bene Gesserit (comme dame Jessica), qui l'utilisent notamment pour acquérir leur Mémoire Seconde.

Les Révérendes Mères du Bene Gesserit et les Fremen, comme un grand nombre d'habitants de l'Imperium, utilisent l’Épice pour leur consommation courante, mais aussi une variante de celle-ci, nommée « essence d’Épice » (ou « Eau de la vie »).
L’« essence d’Épice » résulte de la noyade d'un « petit faiseur » (une variante avorton du ver des sables) plongé dans l'eau, qui produit un liquide fortement concentré en Épice, et d'une toxicité mortelle. Les sœurs postulantes du Bene Gesserit s'en servent lors de leur cérémonie rituelle, appelée « agonie de l’Épice », ce qui leur permet de passer au statut de Révérende Mère ; les Fremen s'en servent lors des « orgies Tau », des cérémonies tribales où ils absorbent l'essence d’Épice — préalablement rendue inoffensive par leur Révérende Mère tribale —, ce qui leur donne accès à des hallucinations mystiques.
Les navigateurs de la Guilde utilisent l’Épice sous forme de pastilles, des cachets saturés d’Épice, qu'ils absorbent continuellement.
L'Épice occasionne aussi certains effets secondaires :
- une exposition prolongée à l’Épice rend définitivement dépendant[5] ;
- à très haute dose, elle devient toxique ;
- l’absorption régulière d’Épice entraîne le bleuissement intégral des yeux, nommé par les Fremen le « bleu de l’Ibad ». Chez les navigateurs de la Guilde, qui l'absorbent à haute dose et en permanence, les yeux sont d'un bleu très profond, proche du noir[i] ;
- pour les Révérendes Mères, le manque d’Épice de façon prolongée provoque la mort[j]. Herbert ne précise pas les effets d'une privation de Mélange chez les navigateurs de la Guilde, mais au vu de leur consommation intense (et de leur conduite pour ne jamais rien faire qui puisse couper leurs sources d'approvisionnement), on peut supposer quelque chose de semblable.

### Autres utilisations
Sur Arrakis, l’Épice est une substance très utilisée, du fait de la relative abondance de ses sous-produits (l’air même dans les Sietch Fremen en est saturé).
On la retrouve dans les fibres textiles (la fibre d’Épice est utilisée pour fabriquer des objets de tous les jours, comme des contenants ou des tapis), le papier (papier d’Épice), le plastique, et même comme composant d'explosifs.
Elle est aussi utilisée dans la nourriture et les boissons, pour son goût de cannelle mais aussi pour ses propriétés gériatriques. Le produit le plus typique est sans doute le café d’épice, une spécialité fremen. Elle est aussi utilisée pour fabriquer de la bière d'épice, un alcool aux effets puissants.

## Impact politique et économique
L’Épice, à cause de son importance, est l'un des éléments centraux de l’univers de Dune :
- la majorité des forces politiques de l'Imperium dépendent directement d'elle, notamment l'Empereur Padishah et les Grandes Maisons du Landsraad, qui en tirent une ressource financière grâce à leur participation aux directorats du CHOM ; mais aussi la Guilde spatiale, qui ne peut s'en passer pour octroyer la prescience à ses navigateurs afin de voyager dans l’hyperespace sans danger. L'ordre du Bene Gesserit est également dépendant de l’Épice pour, notamment, accéder à la Mémoire Seconde ;
- étant donné ses propriétés gériatriques, l’Épice attire la convoitise de tous les habitants de l'Imperium, et un chantage sur la privation de cette substance (pour ceux qui y sont habitués) est un levier politique majeur ;
- du fait de sa rareté, l'Épice est la substance la plus onéreuse de cet univers : à l’époque de Muad-Dib (à partir de Dune), elle atteint déjà des prix très élevés[l]qui ne cesseront d'augmenter au fur et à mesure des romans[m].

C’est la raison pour laquelle l’Empereur est le maître de la planète Arrakis, qu'il surveille étroitement.
Au début du cycle des romans d'Herbert (dans Dune), la gérance d'Arrakis est, depuis une cinquantaine d'années, dirigée par la Maison Harkonnen en tant que semi-fief (qui se rajoute à son fief sur la planète Giedi Prime), les Harkonnen en tirant une richesse importante. Toute la comptabilité de l’Épice doit être remise à l’Empereur, qui juge si la production est satisfaisante ou non (ce qui causa la ruine de la Maison Richèse dans le passé). En contrepartie de sa gérance exclusive, l'exploitant de la planète doit payer la dîme impériale à son suzerain l'Empereur Padishah, qui ne souffre d'aucun délai. La Maison Atréides reçoit ensuite la gestion de la planète, espérant grâce à cette richesse pouvoir contrer la Maison rivale Harkonnen, mais elle finira par être détruite à la suite des machinations de l'Empereur allié au baron Vladimir Harkonnen.
Par la suite, des siècles plus tard (après la Grande famine et la Grande Dispersion), l’Épice de synthèse est produite en masse par le Bene Tleilax (grâce à ses cuves Axolotl), démocratisant le Mélange dans toute la galaxie à un coût dérisoire.